# Neve Yam
Neve Yam (נְוֵה יָם) est un kibboutz créé en 1939 à proximité d'Atlit par des migrants polonais. 

## Histoire
Il est situé à 20 kilomètres au sud d'Haifa.